# Lesena

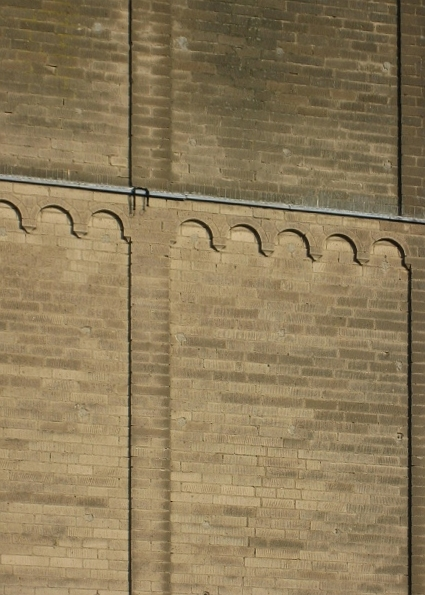
Lesenas numa torre

Um lesena é um termo arquitetônico para um pilar vertical estreito e de baixo relevo em uma parede. Assemelha-se a uma pilastra, mas não tem base nem capitel. É típico nos estilos de construção arquitetônica lombárdica e rijnlandês.